# 新生ドクター、地球に落ちる
「新生ドクター、地球に落ちる」（しんせいドクター ちきゅうにおちる、原題 : "The Woman Who Fell to Earth"）は、イギリスのSFドラマ『ドクター・フー』の第11シリーズ第1話。新たに筆頭脚本家兼エグゼクティブ・プロデューサーに就任したクリス・チブナルが脚本を、ジェイミー・チャイルズが監督を担当し、2018年10月7日に BBC One で初放送された。本作から13代目ドクター（演:ジョディ・ウィテカー）が全編に亘って登場し、コンパニオンのグレアム・オブライエン（演:ブラッドリー・ウォルシュ）、ライアン・シンクレア（演:トシン・コール）、ヤズミン・カーン（演:マンディップ・ギル）が初登場した。
物語はシェフィールドに侵攻するステンザ族の異星人ツィム・シャ、そして前話「戦場と二人のドクター」でターディスを失った再生直後のドクターに焦点が当てられている。新コンパニオンたちは自らの暮らす街で異星人が人間狩りを行っていることを知り、誰も傷つけさせないと決意を口にするドクターを中心に結束する。
本作は2005年から2010年までのラッセル・T・デイヴィスや2010年から2017年までのスティーヴン・モファットに続き、チブナルが新シリーズで3代目の製作総指揮を担った最初のエピソードである。また、土曜日ではなく日曜日に放送されたエピソードとしても、オープニングタイトルやクレジットが一切ないエピソードとしても、本作が初めてであった。視聴者数は1096万人で、各シーズンの第1話として最高の視聴者数を誇り、また「ドクターの時」（2013年）以降の最高記録となった。批評家からは肯定的なレビューを受けた。

## 製作

### 開発
第10シリーズがモファットの最後のエピソードになること、そして2018年にチブナルが跡を継ぐことが2016年1月に明かされた。チブナルと共にマット・ストレブンスとサム・ホイルもエグゼクティブ・プロデューサーに就任した。
『ドクター・フー』の新しいロゴマークは2018年2月20日にBBCワールドワイドで公開された。このロゴは広告代理店リトル・ホークがデザインしたものであり、同時にSNSアカウントで『ドクター・フー』公式が使用しているwhoを丸で囲ったシンボルも製作した。2005年から音楽監督を務めてきたマレイ・ゴールドは2018年2月に番組の作曲家を降板することを発表し、第11シリーズの音楽の作曲を行わないとした。2018年6月26日にチブナルは第11シリーズの音楽を王立バーミンガム音楽学校の卒業生セーガン・アキノラが担当することを明かした。

### 配役

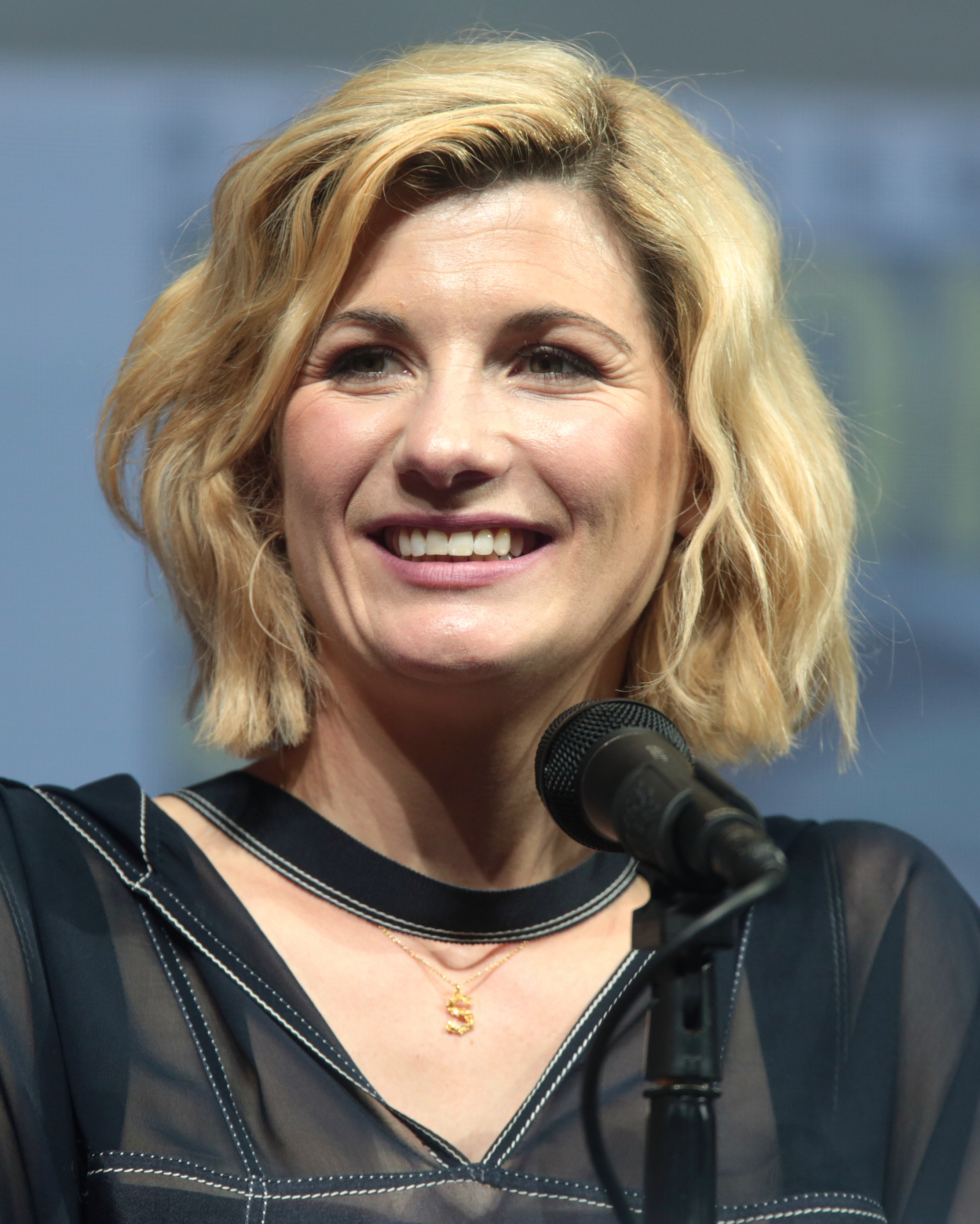
2018年コミコン・インターナショナルにて、ウィテカー。

12代目ドクター役であったピーター・カパルディは3シーズン主演を務めた後に2017年クリスマススペシャル「戦場と二人のドクター」で降板した。2017年2月にモファットが述べたことによると、チブナルは第11シリーズにカパルディの続投を望んでいたが、彼は降板を決意していたという。
13代目ドクター役の俳優捜しはITVのドラマ『ブロードチャーチ〜殺意の町〜』の製作を完了したチブナルが主導して2017年下半期に開始された。俳優の最終決定権はチブナルにあったが、決定にはBBCのコンテンツ監督のシャーロット・ムーアとドラマ部門チーフのピアーズ・ウェンガーも参加した。各種メディアは13代目ドクター役俳優としてベン・ウィショーやクリス・マーシャルなどを予想していた。7月16日に2017年ウィンブルドン選手権男子決勝の放送直後、ジョディ・ウィテカーが13代目ドクター役を演じることが告知された。
本作ではコンパニオンのグレアム・オブライエン（演:ブラッドリー・ウォルシュ）、ライアン・シンクレア（演:トシン・コール）、ヤズミン・カーン（演:マンディップ・ギル）が初登場した。また、女優シャロン・D・クラークもライアンの祖母にしてグレアムの妻のグレース役で出演した。他にゲスト出演した俳優にはジョナサン・ディクソンとサミュエル・オートレイがいる。

### 撮影
ジェイミー・チャイルズは第11シリーズの第1製作ブロックで第1話「新生ドクター、地球に落ちる」と第9話「鏡の向こう側」の監督を担当した。
第11シリーズのプリプロダクションは2017年10月下旬に開始された。2017年下旬での第11シリーズ撮影開始が予定された後、2017年10月30日に正式に「新生ドクター、地球に落ちる」の撮影が開始された。番組をより映画的に見せるため、第11シリーズの撮影には番組史上初めて逆望遠のアナモルフィックレンズが使用された。

### プロモーション
第11シリーズの最初のテイザーは2018年7月15日に2018 FIFAワールドカップの決勝戦の間に公開された。これはウィテカーが13代目ドクター役と報じられてからほぼ正確に1年後のことであった。ウィテカー、ギル、コール、チブナル、ストレブンスは2018年7月19日のサンディエゴ・コミコンで番組を宣伝し、最初の予告編が公開された。
日本では2019年1月18日にHuluが吹替版の予告編を公開した。

## 放送と反応
| 専門評論家によるレビュー | 専門評論家によるレビュー |
| レビュー・スコア         | レビュー・スコア         |
| 出典                     | 評価                     |
| ------------------------ | ------------------------ |
| デイリー・ミラー         | [ 25 ]                   |
| IGN                      | 8.7                      |
| IndieWire                | B-                       |
| ニューヨーク・マガジン   | [ 28 ]                   |
| ニューヨーク・ポスト     | [ 29 ]                   |
| ラジオ・タイムズ         | [ 30 ]                   |
| The A.V. Club            | B                        |
| ザ・テレグラフ           | [ 32 ]                   |
| ガーディアン             | [ 33 ]                   |
| インデペンデント         | [ 34 ]                   |
| TV Fanatic               | [ 35 ]                   |

### テレビ
「新生ドクター、地球に落ちる」は第11シリーズの第1話であったため、放送時間は過去の新シーズン第1話と同様に64分に拡大されていた。これは BBC One（イギリス）とBBCアメリカ（アメリカ合衆国）のいずれも同様であった。過去に「ドクターの日」（2013年）や「もう眠らない」（2015年）など通常のオープニングが特殊なタイトルシークエンスに差し替えられたエピソードは存在するものの、オープニングやクレジットが全くないエピソードとしては新シリーズでは本作が初めてであった。
日本では2019年2月8日からHuluで配信が開始され、2月17日に日本テレビの『Hulu傑作シアター』で初放送された。

### 映画館
「新生ドクター、地球に落ちる」は第11シリーズを迎える祝賀イベントの一環として2018年9月24日にシェフィールドのザ・ライト・シネマズで上映された。2018年10月7日にはブラジル、10月7日から8日にかけてロシア、ウクライナ、ベラルーシ、カザフスタン、アゼルバイジャン、10月8日にオーストラリア、10月10日から11日にかけてアメリカ合衆国の映画館で上映された。

### レーティング
当夜の視聴者数は820万人で、番組視聴占拠率は40.1%に達し、視聴者数830万人であった「ドクターの時」（2013年）以降では最高記録となった。新シーズンの第1話としては840万人が視聴した第4シリーズ「ドナとドクター」（2008年）に次ぐ、過去10年間でのトップクラスであった。「新生ドクター、地球に落ちる」の視聴者数を総合すると1096万人に達し、「マネキンウォーズ」（2005年）の1081万人や「11番目の時間」（2010年）の1008万人を破り、第1話としては番組史上最高記録を残した。また、トータルの視聴者数も「ドクターの時」に次ぐものであった。Audience Appreciation Index は83を記録した。2018年12月にはBBCが10月に BBC iPlayer でリクエストされたトップ10の詳細を公開し、それによると「新生ドクター、地球に落ちる」は296万リクエストで第2位であった。
アメリカ合衆国ではBBCアメリカでサイマル放送として放送され、リアルタイム視聴者数は137万人、合計視聴者数は188万人に達した。オーストラリアでは48万人が視聴した。